# Морцин, Венцель фон
Венцель Хумберт (Вацлав) фон Морцин (нем. Wenzel Humbert von Morzin, чеш. Václav z Morzinu; 1675, Прага — 1737) — немецкий аристократ, граф Священной Римской империи. Известен как меломан и меценат, покровитель композитора Антонио Вивальди.

## Биография
Представитель рода фон Морцинов, основателем которого был Пауль Морцин — кондотьер из Фриули, осевший в Чехии в 1630-е годы и ставший крупным землевладельцем. Венцель фон Морцин — внук Пауля Морцина, четвёртый ребёнок в семье Иоганна Рудольфа Морцина и Эвы Констанции из рода Вратиславов из Митровиц и второй их сын, достигший совершеннолетия.
Вместе с братом Максимилианом, бывшим на два года старше, учился в иезуитской классической школе в пражской Малой Стране. Позже братья вместе отправились в заграничное путешествие. В 1693 году поступил в рыцарскую академию в Вольфенбюттеле, а в дальнейшем, по-видимому, находился при дворе как камер-юнкер императора Леопольда I. В 1697 году, проживая в Прессбурге (Братислава), женился на вдове Марии Катарине Прашкович (урождённой Эрдёди из Моньорокерек).
Как второму сыну, Венцелю, вероятно, прочили военную карьеру, но о его службе известно мало, и она окончилась не позднее 1704 года. В 1706 году Максимилиан фон Морцин умер, не оставив потомства, и управление семейными владениями в северо-восточной и центральной Богемии перешло к Венцелю. С тех пор он сосредоточился на ведении хозяйства и, по-видимому, не занимал никаких придворных должностей и не выполнял наместнических обязанностей. Оставил заметное наследие в виде новых строительных проектов и реконструкций старых сооружений: в частности, завершил начатое Максимилианом строительство августинского монастыря в Хоэнэльбе (Врхлаби) и перестроил фамильный дворец в Малой Стране.
Умер в 1737 году, похоронен в фамильном склепе во Врхлабах. Вскоре после смерти Венцеля семейство Морцинов разорилось и оказалось ввергнуто в бедность на несколько поколений.

## Покровитель искусств
Место Венцеля фон Морцина в истории связано с его ролью как покровителя искусств. Он содержал музыкальную капеллу, известную как Virtuosissima Orchestra и основанную не позднее 1714 года. Капельмейстерами у фон Морцина в разные периоды служили композиторы Иоганн Фридрих Фаш (до 1722 года) и Иоганн Антон Райхенауэр. Фаш писал музыку для фон Морцина и после того, как в 1722 году перебрался в Цербст.
Фон Морцин также на протяжении долгого времени был заказчиком итальянского композитора Антонио Вивальди. Бухгалтерские книги показывают, что уже в 1719 году Вивальди получил от графа крупную сумму денег — 56 венгерских дукатов (или, в пересчёте на имперскую валюту, 256 флоринов). В дальнейшем композитор получал деньги от графа неоднократно вплоть до 1728 года. Фон Морцину как покровителю автора посвящён изданный в 1725 году опус 8 Вивальди — «Спор гармонии с изобретением», сборник концертов, включавший цикл «Времена года». Помимо Вивальди, Фаша и Райхенауэра музыку для капеллы фон Морцина, по-видимому, сочиняли композиторы Кристиан Готлиб Постель и Франтишек Йиранек — вероятный ученик Вивальди, в её составе были заняты многие известные богемские музыканты этого периода.